# Phosphila turbulenta
Phosphila turbulenta är en fjärilsart som beskrevs av Jacob Hübner 1827. Phosphila turbulenta ingår i släktet Phosphila och familjen nattflyn. Inga underarter finns listade i Catalogue of Life.